# 奇犽·揍敵客
奇犽·揍敵客（キルア＝ゾルディック， Killua Zoldyck）是漫畫《HUNTER×HUNTER》的主角之一。

## 人物

### 外表與性格
288期獵人（287期考試編號99、288期1219）。變化系能力者。是傳說中暗殺家族－揍敵客家族血脈。
兄弟五人中的三男，家族的繼承人。服裝變化比小傑·富力士大。擁有柔軟的銀色頭髮（被米特認為他的髮質很軟）。舊版動畫設定瞳色為青色，新版則為藍色。最喜歡的零食是糖球，討厭蔬菜。只要一賭博就停不下來。有許多同年紀男孩該有的興趣。平時一副吊兒郎當樣，嘴巴惡毒和愛捉弄人的個性時常惹人不快，似乎與女性有些相處方面的困難，對涉世未深的小傑感到頭痛，心底其實是個很溫柔的人。他曾被兄長伊耳謎暗地裡用念針控制，使他在那段時間遇到比自己強的敵人就有過度恐懼而自我保護的本能。
自幼被家人授予暗殺術，習慣拷問能忍耐高壓電流及毒物，後來他將電流作為其念能力的基礎，還能改變自己手部的關節形狀以達到如掏心之類的暗殺目的。當他切換成「殺人機器」人格的模式便會毫不猶豫地殺掉對手。因住在揍敵客家，所以練就驚人的怪力，可打開三道以公噸為單位的大門，之後回家時甚至能打開五道。而且他平時走路時沒有任何破綻，腳步聲曾被初次見面的旋律比喻為Estinto（音樂術語，指很勉強才可以聽見的聲音）。

### 身世與經歷
奇犽在三歲時就曾被迫作跟蹤的訓練，因此跟蹤能力相當優秀。六、七歲時精通射飛鏢（背出 DOUBLE OUT的規則，「01」系列中的501分玩法）的訓練。六歲時還曾被父親丟到天空鬥技場中訓練，花了兩年的時間打到兩百樓。似乎因父親的興趣影響，對刀械略有研究。
由於他不喜歡過著殺人的日子，他在刺傷了母親奇曲與二哥糜稽·揍敵客之後就離家出走，為了消磨時間而參加獵人試驗，並在此時認識小傑等人，尤其和同年的小傑成為前所未有的好朋友。
比司吉曾說：「他（奇犽）過去應該是活在地獄之中…現在能像這樣笑臉迎人，實在可說是個奇蹟…」
第2作動畫片尾和小傑擔任「獵人維基百科」解說員。
於《週刊少年JUMP》人氣投票中每次都得第一名。

## 劇情表現

### 獵人試驗篇
在獵人試驗中，認識了小傑、古拿比加和雷歐力 ，四人一起合作通過試驗（當時以滑板為貼身物品），不知不覺中，奠定了穩固的友誼。試驗中初次在夥伴們面前展現他殺手的實力時就輕鬆殺死了囚犯喬尼，他曾問另一位沒能展現實力的囚犯蝙都特是否要比試一下但被拒絕。前往第三次試驗場中途和小傑與尼特羅會長玩搶球遊戲，不過他的「肢曲」對會長也沒用，擔心繼續玩下去過於認真，引發殺人人格而中途退出。後來他受到伊耳謎的影響而出手殺了其他考生（鮑德羅）被取消考試資格返回家族，沒有和小傑等人同期成為獵人。

### 揍敵客家族篇
他獨自一人回到家中並將滑板留在見習管家卡娜莉亞處。其後自願進單人牢房，接受處罰，在爺爺桀諾告知下前往父親席巴房間，長談後表示想與小傑相處，得到父親同意並發誓永遠不背叛朋友，並與前來找他的小傑一行人相見並再次離家。

### 天空鬥技場 及 重回鯨魚島 篇
在天空競技場遇見念能力師傅雲古和其徒弟智喜，察覺這未知能力與哥哥伊耳謎和西索的強大有關後，和小傑一起習得念能力基礎。結束天空鬥技場的試煉後，小傑帶著奇犽造訪鯨魚島，獲得小傑、米特阿姨招待，同時亦在這段期間獲知攸關金·富力士的情報。

### 友克鑫市篇
因為幫助小傑要競標貪婪之島而需要龐大金錢，而開始賺錢計劃後，得知幻影旅團襲擊因而被懸賞，開始追蹤幻影旅團成員，被抓後一度打算犧牲自己讓小傑逃跑，最後與小傑用計成功逃出。後協助酷拉皮卡跟幻影旅團戰鬥，與旋律一同擔任監視工作。因酷拉皮卡追捕過程被旅團發現，自願跳出替換，與小傑一起被敵人挾持，最後利用交換人質逃出。

### 貪婪之島篇
自我特訓後，和小傑一起通過貪婪之島試驗進入遊戲，並與小傑被雲古的師傅比司吉認為是原石（藍寶石）而磨練。期間曾離開遊戲再度參加獵人試驗，在第一場考試就擊敗所有考生，成為該期獵人試驗唯一合格者。在比司吉的幫助下，完成部份必殺技。進行遊戲攻略的躲避球賽組隊，運用天份進行念能力攻防配合小傑擊球贏過磊札，卻也因此讓手受了傷。之後設下策略圈套與甘舒一行進行決鬥，和手下之一的沙布戰鬥中初次使用溜溜球並擊敗對方，破關後和小傑用「同行」飛到一個名為「尼古（NIGG）」的玩家。

### 嵌合蟻篇
與小傑一起結識了凱特後，因為尼飛彼多的襲擊而與小傑一起加入嵌合蟻討伐軍，原本和小傑約定好要永遠在一起，但比司吉認為奇犽太容易放棄（受伊耳謎的念針影響，之後已取出），總有一天會對小傑見死不救，因此要求奇犽若是敗給秀托·馬庫馬洪的話就要離開小傑。但在那之後因為小傑敗給拿酷戮·拜因且因拿酷戮的能力無法在三十天使用念，促使奇犽決定那三十天不論如何都要保護小傑，但他也下定決心過了三十天就要和小傑別離。不久奇犽在和蟻對戰中發現自己腦裡的針並將之取出，實力再次加強。在與漚勒叟兄妹一戰中結識了章魚型嵌合蟻伊加路哥。在東果陀共和國大戰中以「神速」打了孟徒徒尤匹幾下，並和被改造的龐姆·西貝利亞有短暫交手，之後龐姆表示小傑真正需要的人是奇犽。小傑瀕死時，奇犽一人將之揹到安全地方。

### 會長選舉篇
由於小傑傷重瀕死，所以奇犽去「請求」阿路加·揍敵客，並發誓要好好保護阿路加和「拿尼加」，途中被伊耳謎和西索追殺，最終成功讓小傑順利康復，之後和小傑告別並帶著阿路加去旅行。

## 念能力
能將氣變成電的念能力，奇犽在貪婪之島曾說過要定期充電，此情況直至最新連載仍未改變。此外奇犽還能利用電作特殊應用，以念所變化的氣代替神經脈衝直接由大腦控制身體。奇犽曾於240話使用以抓住敵人的致命一擊（刺向額頭的飛鏢），並且聯想出新應用技「神速」。
| 應用技       | 說明 |
| ------------ | --- |
| 雷掌（イズツシ）     | 將念變化成電流並集中於手掌，然後向敵方施與掌擊。此招破壞力不強、亦不足以電暈敵人，但仍可以麻痺敵人的行動數秒，增加進攻機會，初次用於對抗炸彈魔。                                                                                   |
| 落雷（ナルカミ）     | 將念變成電流並集中於一隻手，再跳躍到敵人上方把電流一口氣釋放出去，形成閃電劈向敵人。奇犽曾用此應用技攻擊嵌合蟻，雖然當時對嵌合蟻傷害不大，其攻擊力比雷掌大很多，麻痺時間亦更久（相對亦較消耗氣），第一次用於對抗嵌合蟻中的拉摩多。 |
| 神速（カンムル）     | 使用此招時的奇犽髮型呈雷電狀，是用身體承受電力，可以強制超越身體潛能極限的能力，應用技有「電光石火」、「疾風迅雷」。其使用根據奇犽的氣量具有時間限制，選舉篇時已經可以連續使用十分鐘以上。                                         |
| 電光石火（でんこうせっか） | 「神速」應用技，由自己的意志操控肉體，多用於長距離移動，揍敵克家的資深管家壺音看到此招後，判斷奇犽已經不會再輸給伊耳謎。 |
| 疾風迅雷（しっぷうじんらい） | 「神速」應用技，於240話接飛鏢後繼續改進而來的能力，戰鬥用能力，透過敵人的肉體動作或是含有敵意的念及念的起伏感應到對手的行動後，跳過大腦思考，純粹以反射動作做出超越肉體極限的攻擊、躲避等等行動，初次使用於對抗三護衛中的尤匹。    |

## 暗殺術
| 暗殺術 | 說明                                                                                                 |
| ------ | --- |
| 暗步   | 以不發出聲音且迅速為原則的移動技，為揍敵客家族最基本的暗殺術。                                       |
| 肢曲   | 利用腳步的緩急造成殘像以迷惑敵人的移動技巧。在和尼特羅會長玩搶球遊戲時曾使用此招，但仍無法迷惑對方。 |
| 蛇活   | 雙手同時快速揮動，以徒手斬斷敵人的手。                                                               |

## 武器
- 特製鋁合金溜溜球

為兩個有六芒星圖案的溜溜球，由糜稽所製，各重達50公斤，具有很強的破壞力。

## 其他資料
- 週刊少年JUMP的決鬥排行榜中，奇犽和喬尼的對決得到No.7。
- 名臺詞(選自獵人公式集)：
  - 「其實相反。小傑…該慶幸的人是我，我能遇到你真是太好了。」
  - 「小傑…你就像光一樣。有時太過刺眼，令我無法直視你。儘管如此，我可以待在你身邊嗎…？」
  - 「我想跟小傑做朋友。」

## 外部連結
- hunter x hunter 公式（页面存档备份，存于）
- Killua Zoldyck - MyAnimeList.net（页面存档备份，存于）
- Hunterpedia（页面存档备份，存于）